# Kalorimetrischer Durchflussmesser

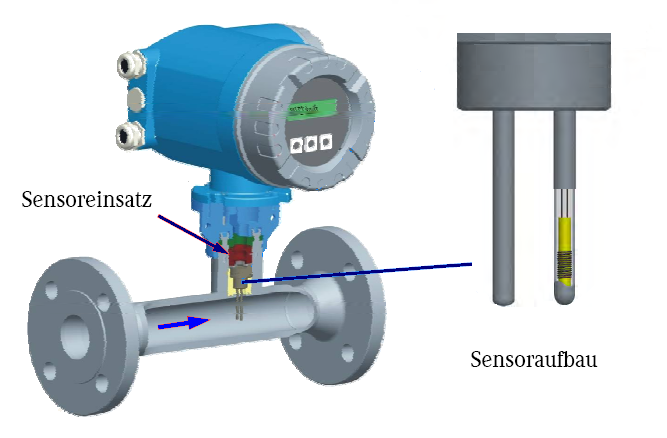
Kalorimetrisches Messprinzip

Messprinzip Differenzverfahren

Ein Kalorimetrischer Durchflussmesser (auch als Thermischer Durchflussmesser bekannt) ist ein elektronischer Durchflussmesser, der nach dem kalorimetrischen (thermischen) Prinzip arbeitet. Dieses Messprinzip des Kalorimetrischen Verfahrens wird sowohl bei der Strömungsüberwachung, beim Durchflussmesser oder auch als Massendurchflussmesser angewendet.

## Messprinzip
Durchflussmessung auf thermischer Grundlage kann in zwei Verfahren eingeordnet werden:

### Hitzdrahtmethode
Ein elektrisch beheizter feiner Metalldraht (z. B. Platin, Wolfram oder deren Legierungen) mit kleinem
Durchmesser (1 bis 20 μm) wird um ein Messrohr gewickelt und dann in den Gasstrom gebracht.
Das Kingsche Gesetz beschreibt den Effekt, die einem elektrisch beheizten Draht pro Zeitspanne entzogene Wärmemenge H in Abhängigkeit von der Strömungsgeschwindigkeit v des Gases mit Dichte p für den Fall, dass der
Draht senkrecht zur Längsachse angeströmt wird und eine inkompressible Strömung vorhanden ist.

### Aufheizverfahren
Die Erwärmung des zu messenden Fluids durch Wärmestromzufuhr erfolgt durch eine Heizwicklung (siehe Prinzipskizze).
Dieses kalorimetrische Prinzip basiert auf Temperatursensoren. Einer der Sensoren wird konstant beheizt, sodass sich bei stehendem Messstoff eine konstante Temperaturdifferenz zwischen den beiden Temperatursensoren einstellt. Die Temperaturmessung erfolgt hierbei mit Hilfe von Temperatursensoren. Das Herstellen eines thermischen Kontaktes erfordert ausreichende Wärmeleitung, Konvektion oder ein Strahlungsgleichgewicht zwischen Messobjekt (Festkörper, Flüssigkeit, Gase) und Sensor. Die Messgenauigkeit kann zum Beispiel durch nicht ausgeglichene Wärmestrahlungsbilanz, Messgutbewegungen oder durch Wärmeableitung entlang des Sensors beeinträchtigt werden. Die Messgenauigkeit wird theoretisch durch die zufällige Brownsche Molekularbewegung begrenzt.
Fließt das Medium, so wird die in dem Sensor erzeugte Wärme durch das Medium abgeführt, der Sensor wird somit gekühlt. Der Abkühlvorgang ist ein Maß für die Fließgeschwindigkeit.
Eigenschaften des Aufheizverfahrens:
- hohe Heizleistungen erforderlich
- abhängig von spezifischer Wärme (siehe Skizze Anwendungsgrenzen Messbereich)
- linearer Messeffekt
- unabhängig von der Dichte des Mediums für Gase und Flüssigkeiten anwendbar.

## Bauarten
Dieses Messprinzip (Aufheizverfahren) der Kalorimetrischen (Thermischen) Messung wird in der Prozessmesstechnik sowohl als Grenzwertschalter (Durchflusswächter), Durchflussmesser oder auch als Massendurchflussmesser verwendet.
Eine Messeinrichtung besteht aus zwei Teilen: dem eigentlichen Messwertaufnehmer und einem Auswerte- und Speiseteil, dem Transmitter (Messumformer) gemäß der grundlegenden DIN-Norm 1319.
Zwei markante Bauarten sind die räumlich vom Aufnehmer getrennten Messumformer und die räumlich mit dem Aufnehmer verbundenen Kompaktgeräte.

### Durchflusswächter
Er wird zur Strömungs- und Temperaturüberwachung von Flüssigkeiten und Gasen eingesetzt, da sowohl die Strömungsgeschwindigkeit als auch die Temperatur vom Sensor erfasst werden. Das Sensorsignal wird mit den in einem Mikrocontroller abgespeicherten Referenzdaten verglichen, und bei Abweichungen zwischen der gewünschten und der vorhandenen Fließgeschwindigkeit wird ein Ausgangssignal zur weiteren Auswertung ausgegeben. Dieser Elektronische Durchflusswächter überwacht kontinuierlich flüssige Medien, und die jeweiligen vorgewählten Messwerte werden als Grenzwerte (Schaltfunktion) ausgegeben. Er findet überall dort seine Anwendung, wo Durchflüsse mit minimalstem Druckverlust sicher überwacht werden sollen.

### Durchflussmesser

Strömungsprofil in einem Rohr

Beim Kalorimetrischen Durchflussmesser wird ein Volumenstrom als Messwert ausgegeben. Unter einem Volumenstrom versteht man das Volumen eines Mediums, das sich innerhalb einer Zeitspanne durch einen Querschnitt bewegt. Mit dieser Formel lässt sich bei bekannter Querschnittsfläche der Volumenstrom errechnen, wenn die Fließgeschwindigkeit an einem Ort gemessen wird.
{\displaystyle Q={\dot {V}}={\frac {dV}{dt}}}
{\displaystyle Q}: Volumenstrom in [m³/s], [l/min], [m³/h]

{\displaystyle V}: Volumen in [cm³],[dm³],[m³]

{\displaystyle t}: Zeit in [s], [min], [h],

Da die Strömungsgeschwindigkeit in einem Querschnitt nicht konstant ist (Strömungsprofil), wird die mittlere Strömungsgeschwindigkeit c durch Integration bestimmt:
{\displaystyle c={\frac {1}{A}}\cdot \int _{A}c\,\cdot \mathrm {d} A}
c: Geschwindigkeit an einer Stelle des Querschnitts (Eine Funktion des Ortes ⇒ f(x,y), wenn Strömungsrichtung = z)

### Massendurchflussmesser
Beim Einsatz als Kalorimetrischer Massendurchflussmesser benötigt man den Massenstrom {\displaystyle {\dot {m}}} zum Beispiel in [kg/s], so gilt bei inkompressibler Strömung:
{\displaystyle {\dot {m}}={\frac {dm}{dt}}=\rho \cdot {\dot {V}}}
Bei sich änderndem Querschnitt {\displaystyle A} gilt für den Volumenstrom bei konstanter Dichte wegen der Massenerhaltung:
{\displaystyle Q=A_{1}\cdot c_{1}=A_{2}\cdot c_{2}}
Diese Werte werden in einer dem Messaufnehmer zugeordneten Auswerteeinheit verarbeitet und entsprechend als Ausgabesignale bereitgestellt.
Vorteil: Änderungen in den Betriebsbedingungen wie Druck und Temperatur brauchen nicht kompensiert zu werden, weil hier der Massendurchfluss gemessen wird.
Anwendung findet dieses Prinzip vor allem in Gasmassenstromregelsystemen: Viele Geräte enthalten gleichzeitig eine Regelelektronik sowie ein Proportionalventil und werden daher Massendurchflussregler (Mass Flow Controller, MFC) genannt.

## Regelkreise und Auswertung

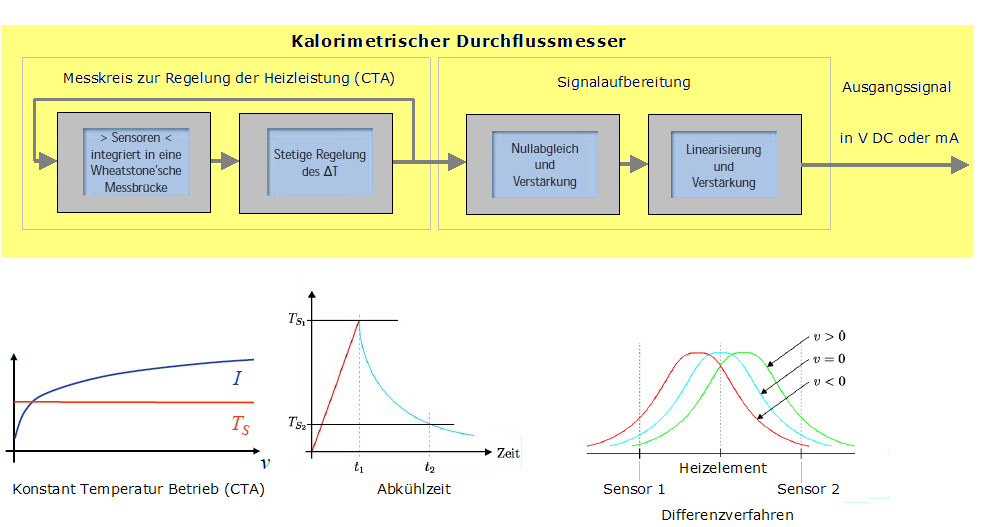
Mess - Regelkreis und Signalaufbereitung

Für den Betrieb von kalorimetrischen Durchflussmessern ist eine spezielle elektronische Regelung und Verstärkung erforderlich.

### Constant-Temperatur-Betrieb (CTA)
Bei der sogenannten CTA-Methode wird durch einen schnellen Regelkreis der Sensor auf einer im Mittel konstanten Temperatur gehalten. Da die Sensortemperatur bestimmt werden kann, ist eine theoretische Korrektur des Temperatureinflusses möglich. Auch weist diese Betriebsart einen weiten Frequenzbereich auf.
Formel für die Umrechnung
Erste grundlegende Arbeiten wurden von L. V. King im Jahre 1914 durchgeführt. Für die benötigte elektrische Leistung gilt die nach ihm benannte Formel:
{\displaystyle I^{2}\cdot R_{S}=(T_{S}-T_{F})\cdot (A+B\cdot w)^{0.5}\,}
- {\displaystyle I} Strom durch den Sensor
- {\displaystyle R_{S}} Ohmscher Widerstand des Sensors
- {\displaystyle T_{S}} Sensortemperatur
- {\displaystyle T_{F}} Temperatur des Fluids
- {\displaystyle A,B} Konstante, die von den physikalischen Randbedingungen abhängt
- {\displaystyle w} Strömungsgeschwindigkeit in der senkrechten Ebene

Die benötigte Leistung ist somit abhängig vom Temperaturunterschied zwischen Sensor und Fluid sowie der Strömungsgeschwindigkeit und den physikalischen Randbedingungen der jeweiligen Konstruktion. Für die Ausgleichsfunktion gibt es verschiedene Ansätze. Der nachfolgende Ansatz hat sich in der praktischen Anwendung bewährt:
{\displaystyle w=\left(a+b{\frac {U_{Br}^{2}}{T_{S}-T_{F}}}\right)^{e}\,}
- a, b, e Konstanten, die von den physikalischen Randbedingungen abhängen und bei der Kalibrierung bestimmt werden
- {\displaystyle U_{Br}} Ausgangsspannung der Messbrücke im Messumformer

Die Sensortemperatur {\displaystyle T_{S}} kann nicht direkt bestimmt werden, sondern wird anhand der Brückeneinstellungen berechnet. Diese korrigierte Sensortemperatur wird über eine entsprechende Kalibrierung bei unterschiedlichen Temperaturen ermittelt.

## Anwendungen
- Stahlindustrie: Kühlmittelkreisläufe, Kühl- und Schmiermittelüberwachung
- Chemische Industrie: Trockenlaufschutz bei Pumpen
- Getränkeindustrie: Überwachung von Reinigungsabläufen, Abfüllanlagen etc.
- Durchflussmessung in der Drucklufttechnik

## Vorteile
Vorteile:
- keine bewegten Teile in der Strömung wie zum Beispiel bei Turbine oder Schwebekörper, so dass dieser Sensor auch bei festkörperbelasteten Durchflüssen einsetzbar ist
- das zu überwachende Medium berührt nur ein Material
- kompakte Bauform
- ein Sensor (Sonde) für unterschiedliche Nennweiten
- niedriger Druckverlust
- hohe Betriebsdrücke, bis 200 bar

## Nachteile
- nur im unteren Temperaturbereich einsetzbar max. 70 °C